# Warooka
Warooka – miasto w Australii, w stanie Australia Południowa.